# Frédéric Dard

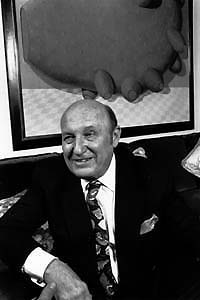
Frédéric Dard 1992, fotografiert von Erling Mandelmann

Frédéric Charles Antoine Dard (* 29. Juni 1921 in Bourgoin-Jallieu, Département Isère; † 6. Juni 2000 in Bonnefontaine, Schweiz) war ein französischer Schriftsteller, u. a. von Kriminalromanen.

## Leben
Dard war der Sohn der Bauerstochter Joséphine-Anna Cadet und von Francisque Dard, der zunächst als Kesselbauer in der elsässischen Eisenbahnfabrik Dietrich arbeitet, um dann mit seiner Ehefrau in einen Heizungsbaubetrieb in Bourgoin-Jallieu zu gründen. Nach der Firmenpleite am Schwarzen Donnerstag 1929 musste die Familie in das nahe Lyon zur Schwiegermutter ziehen, in deren Haus sie ein kleines Apartment einrichteten. Frédéric hat von Geburt an einen verkrüppelten linken Arm und konnte so an Spiel und Sport seiner Schulkameraden an der Écoles La Martinière senig teilnehmen. Das Handicap kompensierte er durch eine intensive Leselust. Dazu gehörten die immer wieder abgedruckten Feuilletonromane von Eugène Sue und Victor Hugo, besonders gerne aber die sehr unterschiedlichen Kriminal-, Detektiv- und Abenteuerromane der seit 1927 von Albert Pigasse erscheinende kostengünstigen Buchreihe Le Masque, die englische und amerikanische Krimi-Klassiker in erstmalig französischen Übersetzungen anbot.
Im November 1942 heiratete Dard Odette Damaisin und hatte mit ihr zwei Kinder: Patrice (* 1944) und Élizabeth (1948–2011). Zwischen Juli 1944 und März 1949 lebte die Familie in Lyon (La Croix-Rousse). Die Ehe verlief unglücklich und das Paar trennte sich. Am 14. Juli 1968 heiratete Dard in zweiter Ehe Françoise de Caro, eine Tochter des Verlegers Armand de Caro. Mit ihr hatte er eine Tochter: Joséphine (* 1970).
Frédéric Dard starb zwei Wochen vor seinem 79. Geburtstag am 6. Juni 2000 in Bonnefontaine im Kanton Freiburg. Sein Grab ist auf dem Cimetière de Saint-Chef.

## Schriftsteller
Frédéric Dard schreibt zunächst Kinderbücher und 'Heftchenromane', um seine Familie zu ernähren. Im Verlagshaus trifft er Schriftsteller wie Georges Simenon, der ihm ein Vorwort zu seinem Buch 'Au Massacre mondain' schrieb. Nach einigen mageren Jahren erlebte er seine ersten schriftstellerischen Erfolge im Theater. Insbesondere 'La Neige etait-', eine Adaption von Simenons Roman, inszeniert von Raymond Rouleau am Théâtre de l'Œuvre im Dezember 1950, ist ein Erfolg. Es entstehen noch ein Dutzend weiterer Theaterstück und Bühnenbearbeitungen. Um in der „ernste“ Theaterkritik keine Irritationen auszulösen wegen seiner zunehmend entstehenden eher trivialen Detektiv- und Abenteuerromane verfasst er diese unter zahlreichen malerischen Pseudonymen wie Maxell Beeting, Verne Goody, Wel Norton, Cornel Milk usw.
Dard verfasste seine ersten Kriminalerzählungen nach den beliebten und gerade von der französischen Jugend vielgelesen Vorbildern erfolgreicher Autoren, wie dem Briten Peter Cheyney und dessen umtriebigen FBI-Agenten Lemmy Caution und dem eher bedächtigen Kommissar Maigret des Belgiers Georges Simenon.
Ebenso inspirierte ihn der Erfolg des umgangssprachlichen Erzählens bei John Steinbeck.
Daraus entwickelte er seine erfolgreichste Figur, den Pariser Superintendent Antoine San-Antonio. Die Namenswahl erfolgte 1949 bewusst mit einem auch für den englischen und spanischen Markt der Abenteuerheftchen-Romane aussprechbaren Helden nach der texanischen Stadt San Antonio. In 175 Romanen und rund um die Welt klärt San-Antonio Verbrechen an oder durch Franzosen auf, indem er insbesondere auch Kontakte zur Halbwelt pflegte. Daraus ergab sich ein Faible für die französische Umgangssprache, Argot u. a. Slang-Ausdrücken entwickelte für das ein Nachschlagwerk entstand, das auch die Dutzenden realen und fiktiven Orte aufführt, wie das Emirat 'Le Kelsaltan' (in 'Bérurier au sérail', 1964), das russische 'Bradévostock' (in 'En avant la moujik' 1969) oder das österreichische 'Verredekirsch' (in 'Baisse la pression, tu me les gonfles!', 1988). Der Erfolg der Serie und das Liebesleben seines Helden hat auch ein 'Kâmasûtra san-antonien' entstehen lassen, das u. a. ein 'nénuphar hindou' (Ballet der Hindus), den 'papillon soudanais' (sudanesischen Schmetterling) oder den 'Typhon sur la Jamaïque' (Wirbelsturm über Jamaika) aufführt.
Nach seinem Tod hat sein Sohn Patrice Dard im Auftrag des Verlages Casterman aus den bis dahin unveröffentlichten Recherchen unter dem Markennamen „San-Antonio“ noch sieben Comic-Alben zusammen mit dem Zeichner Henri Desclez veröffentlicht.

## Werke (Auswahl)
Kinderbücher und Romane
- La Peuchère. Lugdunum 1940.
- Monsieur Joos suivi de Vie à louer et Plaque tournante. Lugdunum 1941.
- Équipe de l'ombre. Lugdunum 1941, ISBN 2-213-61586-1.
- Le Norvégien manchot. Éditions de Savoie, 1943.
- Georges et la Dame seule. 1944, ISBN 2-213-61587-X.
- Croquelune. Éditions de Savoie, 1944.
- Saint-Gengoul. Éditions Cartier, 1945.
- Les Pèlerins de l'enfer. Éditions de Savoie, 1945.
- La Mort des autres. Éditions Optic, 1945.
- Quelques bêtes parmi celles que l'on appelle sauvages. Éditions Volumétrix, 1945.
- Des animaux petits et gros pour les enfants. Éditions Volumétrix, 1945.
- Cacou, l’œuf qui n’en faisait qu'à sa tête. Éditions Volumétrix, 1945.
- La Crève, Confluences. 1946.
- Le Cirque Grancher. Éditions de Savoie, 1947.
- Au massacre mondain. Éditions Chatelet, 1948.
- Batailles sur la route. Éditions Puma, 1949.
- Le Tueur en pantoufles. Éditions S.E.P.O., 1951.
- Quand la mort vient. Jacquier, 1954.
- Anna Soleil. Jacquier, 1954.
- Le Standinge ou Le savoir-vivre de Bérurier. Editions Fleuve Noir, Paris 1965.
- Diener aus Leidenschaft. Elster-Verlag, Baden-Baden 1994, ISBN 3-89151-190-6.
- Der schöne Edouard. Roman. Heyne, München 1993, ISBN 3-453-09289-9.
- Zwischen Hass und Liebe („Les séquestrées“). Lübbe, Bergisch Gladbach 1982, ISBN 3-404-12144-9.

Theaterstücke (Auswahl)
- La neige était. Frei nach Georges Simenon. EA 1950 am Théâtre de l'Œuvre, Paris, Regie: Raymond Roleau
- Docteur Jekyll et Mister Hyde. Frei nach Robert Louis Stevenson, zusammen inszeniert mit Robert Hossein. EA 1954 am Théâtre du Grand-Guignol, Paris
- Monsieur Carnaval. Paris 1965 (Musik von Charles Aznavour und Mario Bua).
- Die Lady von Chicago. Eine alkoholische Komödie in zwei Akten („La dame de Chicago“). Bloch, Berlin 1969.
- Le Cauchemar de Bella Manningham. Frei nach Patrick Hamilton. EA 1978 am Théâtre Marigny, Paris, Regie: Robert Hossein

Drehbücher und Filmvorlagen
- 1955: Das schwarze Gesicht von Paris (M’sieur La Caille)
- 1956: Spione (Action immédiate)
- 1957: Auf schiefer Bahn (L’étrange Monsieur Steve)
- 1958: Das Mädchen aus Hamburg (La fille de Hambourg)
- 1958: Guten Tag, ich bin Ihr Mörder (Sursis pour un vivant)
- 1958: In Montmartre wird es Nacht (En légitime défense)
- 1958: Mit dem Rücken zur Wand (Le dos au mur), nach eigenem Roman
- 1958: Nachts fällt der Schleier (Toi… le venin), literarische Vorlage
- 1959: Verflucht sei der Tag (Une gueule comme la mienne), auch Regie
- 1959: Das Raubtier rechnet ab (Le fauve est lâché)
- 1960: Die Drohung (La menace), nach eigenem Roman
- 1960: Flucht vor dem Schafott (Le bourreau attendra)
- 1960: Vis-à-vis (Les scélérats), nach eigenem Roman
- 1961: Die Lügner (Les menteurs), nach eigenem Roman
- 1961: Im Fahrstuhl fuhr der Tod (Le monte-charge), nach eigenem Roman
- 1961: Verbrechen aus Liebe (Le crime ne paie pas)
- 1962: Die Schlange (L‘accident), nach eigenem Roman
- 1962: Gib Zunder, Eddie! (L’empire de la nuit)
- 1968: Beru und jene Damen (Beru et ses dames), literarische Vorlage
- 1975: Die Schuldigen mit den sauberen Händen (Les magiciens), literarische Vorlage
- 1980: Mich machen alle an! (San-Antonio ne pense qu‘à ça), literarische Vorlage
- 1983: Diebe unter sich (Voleur), literarische Vorlage
- 1985: Le Caviar rouge

Kriminalromane (Auswahl)
- Les souris ont la peau tendre. San-Antonio #3. Fleuve Noir, Paris 1951
- Meine Frau, die Mörderin. Kriminalroman („Delivres-nous du mal“, 1956). Xenos-VG, Hamburg 1977.
- In den Armen der Nacht („Les bras de la nuit“, 1956). Heyne, München 1964.
- Auch Todesengel weinen Tränen. Kriminal-Thriller („Le boureau pleure“, 1956). Heyne, München 1964; Xenos-VG, Hamburg 1978.
- Arsen und rote Rosen. Kriminalroman („Le pain de fossoyeurs“, 1957). Xenos-VG, Hamburg 1977.
- Der Vogel im silbernen Käfig. Kriminalroman („Le monte-charge“, 1961). Heyne, München 1964; Xenos-VG, Hamburg 1977.
- Die schöne tote Helena. Kriminal-Thriller („Une seconde de toute beauté“, 1966). Heyne, München 1969.
- Ein Mörder ist kein Held. Xenos-VG, Hamburg 1990, ISBN 3-8212-0905-4.
- Mordspirale („La dame qu'on allait voir chez elle“). Lübbe, Bergisch Gladbach 1983, ISBN 3-404-10216-9.